# Liste des écorégions de Côte d'Ivoire
Cette liste des écorégions de Côte-d'Ivoire a été établie par le Fonds mondial pour la nature (WWF) sur la base des biomes qu'il a appelé écorégions. Ces biomes ne décrivent pas l'environnement ivoirien dans son ensemble car celui-ci est largement fragmenté, notamment par les activités agricoles, mais ces écorégions reflètent l'environnement des zones laissées à l'état sauvage.

## Écorégions terrestres
Par grand type d'habitat :

### Forêts de feuillus humides tropicales et subtropicales
- Forêts guinéennes orientales
- Forêts d'altitude guinéennes
- Forêts guinéennes occidentales de basses terres

### Prairies, savanes et brousses tropicales et subtropicales
- Mosaïque de forêt-savane guinéenne
- Savane ouest soudanienne

### Mangrove
- Mangroves guinéennes

## Écorégions d'eau douce
Par biorégion :

### Nilo-Soudan
- Ashanti (Ghana)
- Eburneo
- Haut-Niger
- Mont Nimba
- Volta

### Haute Guinée
- Sud de la Haute-Guinée

## Écorégion marine
- Golfe de Guinée